# Saguache megye
Saguache megye az Amerikai Egyesült Államokban, azon belül Colorado államban található. Megyeszékhelye Saguache, legnagyobb városa Center. Lakosainak száma 6368 fő (2020. április 1.).

## Szomszédos megyék
- Chaffee megye
- Alamosa megye
- Mineral megye
- Rio Grande megye
- Hinsdale megye
- Gunnison megye
- Fremont megye
- Custer megye
- Huerfano megye

## Népesség
A megye népességének változása:
| Lakosok száma | 6131 | 6207 | 6318 | 6208 | 6251 | 6368 |
|               | 2010 | 2011 | 2012 | 2013 | 2015 | 2020 |